# Johanna Schaller-Klier
Johanna Schaller-Klier (Artern/Unstrut, Türingia, NDK, 1952. szeptember 13. –) olimpiai bajnok német atléta, gátfutó.

## Pályafutása
1976-ban aranyérmet nyert a montreali olimpiai játékokon a száz méteres gátfutás versenyében. Mindössze egy század másodperccel előzte meg a végül ezüstérmes szovjet Tatyjana Anyiszimovát.
Az 1978-as fedett pályás Európa-bajnokságon győzött a hatvan méteres távon, majd még ebben az évben két érmet szerzett a szabadtéri kontinensbajnokságon; Prágában ezüstérmet nyert száz méter gáton, továbbá tagja volt a bronzérmes négyszer százas kelet-német váltónak.
1980-ban újfent részt vett az olimpián. Moszkvába címvédőként érkezett a száz méteres gátfutás számában, ezúttal viszont alulmaradt a döntőben; a szovjet Vera Komiszova mögött második lett.

## Egyéni legjobbjai
- 100 méteres gátfutás - 12,56 s (1980)